# مونا نقیب
مونا نقیب (کشته‌شدهٔ ۱ آبان ۱۴۰۱) دانش‌آموز ۸ ساله‌ای بود که در جریان خیزش ۱۴۰۱ ایران در روستای آسپیچ استان سیستان و بلوچستان با شلیک مستقیم مأموران حکومتی وزارت اطلاعات جمهوری اسلامی به ناحیه سرش به قتل رسید.

## کشته‌شدن
مونا درحالی‌که به‌همراه خواهر بزرگترش مریم درحال رفتن به مدرسه بود تیر می‌خورد، دستش رها می‌شود و به زمین می‌افتاد. وقتی مریم از مونا می‌پرسد: «چرا افتادی؟» مونا در جواب می‌گوید: «منو تیر زد». سپس مریم، مونا را به‌دوش گرفته، به پدرشان زنگ می‌زند تا مونا را به بیمارستان برساند. اما مونا در این بین فوت می‌کند.
سعید تجلیلی فرماندار سراوان بیان کرد که این قتل ارتباطی به مأموران جمهوری اسلامی نداشته‌است و احتمال می‌رود که به دلیل موضوع مواد مخدر بوده باشد. این درحالی است که مأموران اطلاعات سراوان، مراد پدر مونا را پس از حادثه احضار و تهدید به سکوت کردند.